# 泰安地区
泰安地区，中国旧地区名。在今山东省中部，亦是今泰安市的前身。
1967年由泰安专区改置。辖泰安、平阴、宁阳、莱芜、章丘、东平、新汶、新泰、长清、肥城等县。行政公署驻泰安县（今市）。1978年章丘、长清二县划归济南市。1982年泰安、新汶二县撤县设市。1983年汶上、泗水二县划入；新汶市与新泰县合并设新泰市。1985年泰安市升地级市，撤销泰安地区，辖区分别划归泰安、济宁、济南三市。